# 宁娜·斯瓦布
宁娜·斯瓦布（瑞典語：Ninna Swaab，1940年6月26日—），瑞典前女子马术运动员。她曾代表瑞典参加1972年夏季奥林匹克运动会马术比赛，获得团体盛装舞步赛铜牌。